# Instytut Bucerius
Instytut Bucerius (The Bucerius Institute for Research of Contemporary German History and Society) badający współczesną historię i społeczeństwo niemieckie powołano do życia przy Uniwersytecie w Hajfie w 2001 roku przez ZEIT-Stiftung und Gerd Bucerius Ebelin i jego przewodniczącego Manfreda Lahnsteina.  Instytut zajmuje się badaniami nad wiedzą o realiach społecznych i historycznych współczesnych Niemiec. Jego założycielką i pierwszym dyrektorem była profesor Yfaat Weiss. W 2008 roku dyrektorem instytutu został doktor Amos Morris-Reich. 

## Badania
Instytut prowadzi badania nad współczesną historią i wiedzą o społeczeństwie oraz nad realiami kulturowymi i społecznymi we współczesnych Niemczech. Podstawowym zadaniem instytutu jest propagować wiedzę o tym wśród społeczności akademickiej. Do zadań instytutu należy także ułatwianie wymiany kulturowo-akademickiej między Niemcami, Europą a Izraelem. Na przestrzeni ostatniego dziesięciolecia badania instytutu objęły tożsamość, migrację, integrację, wielokulturowość, liberalizm i obywatelstwo, zagadnienia rasowe, historię wizualną i historię nauki w realiach niemieckich izraelskich i europejskich. Zadaniem instytutu jest także badanie oddziaływań historyczno-geograficznych na współczesne Niemcy z całą złożonością zagadnień niemiecko-żydowskich. Instytut stał się więc ważnym źródłem informacji o powojennych Niemczech i Europie zarówno dla studentów i naukowców Uniwersytetu w Hajfie jak i dla szerokiej publiczności. 

## Działalność Badawcza i Publikacyjna Instytutu
Corocznie organizowane są warsztaty konferencje i wykłady gościnne takie jak „Queer experiences during the Third Reich and The Holocaust.” czy też „Perspectives of contemporary Iran and Iranian Culture in Germany and Israel.” skupiających się na wielu zagadnieniach z kręgu zainteresowań instytutu prowadząc do ożywionej wymiany poglądów naukowych. W trakcie wydarzeń specjalnych gościnne wykłady wygłaszały takie osobistości jak Rita Süssmuth, Josef Joffe i Wolf Biermann. Czasami choć bardzo rzadko Instytut organizuje takie wydarzenia jak koncerty i festiwale filmowe cieszące się sporym zainteresowaniem szerokiej publiczności. Przykładem może tu być współorganizowany w 2007 roku DEFA/GDR – festiwal filmowy filmów niemieckich doby „żelaznej kurtyny” czy też gościnny musical „Legenda i Prawdziwa Historia życia Marleny Dietrich” wystawiany tam w roku 2008. 

## Stypendia i Wymiana Akademicka
Instytut posiada bogatą ofertę stypendiów oraz grantów dla studentów studiów magisterskich i doktoranckich. Pod auspicjami instytutu wielu naukowców występowało ze swymi wykładami i prezentowało wyniki swoich prac badawczych. Instytut przyczynia się do ściślejszej współpracy uczonych z Izraela i zagranicy w dziedzinie badań nad współczesnymi Niemcami i Izraelem. Bucerius współpracuje z wieloma międzynarodowymi instytucjami badawczymi takimi jak Instytut Leo Baeck'a, Niemiecko – Izraelska Fundacja Naukowa, Instytut Historii i Kultury Żydowskiej Simona Dubnova, Instytut Badań Społecznych w Hamburgu, Instytut Historii Żydów Niemieckich grupa badawcza „Dydaktyka Biologii” w Jenie oraz różnorodne podmioty niemieckie działające na terenie Izraela. W wyżej wymienioną działalność angażują się także inne jednostki naukowe zarówno w Niemczech jak i w Izraelu.

## Publikacje
W marcu 2005 roku Instytut opublikował książeczkę „Pamięć i Amnezja. Holokaust w Niemczech”.  Opublikowana została ona przez Gilada Margalita i Yfaat Weiss (po hebrajsku)  i zaprezentowano w niej efekty tygodniowych warsztatów, które odbyły się w Instytucie Bucerius na przełomie roku 2001/2002 i prowadzone były przez czołowych badaczy Holocaustu w Niemczech, Izraelu, Europie i Stanach Zjednoczonych.
Do badań wykorzystano zapiski historyczne, beletrystykę i kinematografię a także relacje sprawców, ofiar i  świadków naocznych zawarte w utworach i pracach dotyczących Holokaustu.
 
Niektóre eseje z konferencji „Europa i Izrael – co dalej”, dotyczące zagadnień reemigracji znalazły się w „Roczniku instytutu Leo Beack'a za rok 2004”. Dodatkowo Profesor Yafaat Weiss opublikował artykuł i we współpracy z Profesorem Ulrichem Bielefeldem artykuł wstępny w „Mittelweg 36”  czasopiśmie Instytutu Badań Socjologicznych w Hamburgu Rocznik 13 Październik/Listopad 2004.

W tomie tym znajduje się szereg publikacji członków instytutu dotyczących współczesnej Historii Niemiec a także stosunków Żydów i Nie-Żydów w Niemczech, Europie i Izraelu.